# Кори (Пенсилванија)
Кори (енгл. Corry) град је у америчкој савезној држави Пенсилванија. По попису становништва из 2010. у њему је живело 6.605 становника.

## Демографија
Према попису становништва из 2010. у граду је живело 6.605 становника, што је 229 (3,4%) становника мање него 2000. године.
| Група             | 2000.         | 2010.         |
| Белци             | 6.682 (97,8%) | 6.400 (96,9%) |
| Афроамериканци    | 20 (0,3%)     | 32 (0,5%)     |
| Азијати           | 11 (0,2%)     | 19 (0,3%)     |
| Хиспаноамериканци | 62 (0,9%)     | 56 (0,8%)     |
| Укупно            | 6.834         | 6.605         |